# Broubrou
Broubrou este o comună din departamentul Tiassalé, regiunea Lagunes, Coasta de Fildeș.